# Jednorożec (Mazovië)
Jednorożec is een dorp in het Poolse woiwodschap Mazovië, in het district Przasnyski. De plaats maakt deel uit van de gemeente Jednorożec en telt 1800 inwoners.